# Vysoké napětí (desková hra)
Vysoké napětí (v anglické verzi Power Grid) je úspěšná moderní společenská hra, jejímž autorem je Friedemann Friese. Vydána byla v roce 2004 společností Rio Grande Games, v Německu vyšla v prvním vydání pod názvem Funkenschlag již v roce 2001. Hráči v této hře stavějí elektrárny, nakupují palivo, stavějí elektrickou síť a vyrábějí elektřinu, kterou dodávají do měst. Vítězem je ten, kdo v posledním kole dodá elektřinu do největšího počtu měst.

## Herní komponenty

### Hrací deska
Hrací deska obsahuje z jedné strany mapu Německa, z druhé mapu USA (hrací plán českého vydání kombinuje mapu Německa a střední Evropy z druhého rozšíření). Na mapě jsou zobrazena města a elektrické vedení mezi nimi, u něhož je uvedena cena, kterou je nutno zaplatit za jeho postavení. Města jsou rozdělena na tři části, každé pro jednu herní epochu. V každé části města může být postaven jedna rozvodná stanice v příslušné epoše hry.

### Elektrárny
Elektrárny jsou reprezentovány čtvercovými kartičkami, na nichž je uvedena cena elektrárny (žádné dvě elektrárny nemají stejnou cenu), množství paliva, které elektrárna v jednom kole spotřebuje, a počet měst, do nichž může v jednom kole dodat elektřinu. Například elektrárna, která stojí 10 elektro (herní měna), spotřebuje 2 uhlí a dodá elektřinu do 2 měst. Když ji hráč bude chtít použít, musí odevzdat 2 kusy uhlí a díky tomu dodá elektřinu do 2 měst. V každé elektrárně může být skladováno nejvýše dvakrát tolik paliva, kolik elektrárna v jednom kole spotřebuje.

### Palivo
Ve hře jsou 4 druhy paliva (uhlí, ropa, odpad a uran) a 6 druhů elektráren: uhelné, ropné, odpadové, jaderné, hybridní (mohou spalovat uhlí i ropu současně) a větrné (nevyžadují žádné palivo). Palivo se umisťuje na stanovené místo na hrací desce, představující trh s palivem. Odtamtud si ho hráči kupují a po každém kole se doplní.

## Průběh hry
Hráči si před začátkem hry zvolí mapu a území na ní, na kterých budou hrát. Každá mapa je rozdělena na šest území. Hraje se na tolika územích, kolik je hráčů (ve dvou o jedno více, v šesti o jedno méně).
Na začátku hry se na desku vyloží osm karet nejlevnějších elektráren (s cenami 3 až 10). Zbytek se zamíchá do balíčku, při menším počtu hráčů než 5 se stanovený počet elektráren vyřadí. Dospod balíčku se položí karta „3. epocha“. Na stanovené místo na desce, které představuje trh s palivem, se umístí žetony jednotlivých druhů paliv. Každý hráč dostane 50 elektro.
Hra se skládá ze tří epoch, každá z nich odráží jedno období ve výrobě elektřiny. Hra probíhá v jednotlivých kolech. Každé kolo se skládá z pěti fází, které odehrávají všichni hráči současně.

### 1. fáze: stanovení pořadí hráčů
V prvním kole hry se pořadí hráčů stanoví losem. V každém dalším kole se pořadí stanoví podle počtu měst, která mají hráči připojená k síti, při shodě rozhoduje cena hráčovy nejdražší elektrárny (každá elektrárna ve hře má jinou cenu, takže další shoda už nenastane). Ve 2. a 5. fázi hráči hrají ve stanoveném pořadí (začíná ten, kdo má připojených nejvíce měst), naopak ve 3. a 4. fázi hráči hrají v opačném pořadí.

### 2. fáze: nákup elektráren
Každý hráč v této fázi může koupit jednu elektrárnu (výjimkou je první kolo hry, kdy každý hráč musí koupit nějakou elektrárnu). V první a druhé epoše je na stole vyloženo 8 elektráren, hráči však mohou kupovat jen 4 s nižší cenou. Ve třetí epoše je vyloženo 6 elektráren a lze je kupovat všechny. Začínající hráč zvolí elektrárnu, kterou chce koupit. Nákup probíhá formou dražby. Vyvolávací cenou je cena uvedená na elektrárně, hráči mohou nabízet více, než je dosud nejvyšší nabídnutá cena. Elektrárnu získá hráč, který za ni nabídl nejvíc. Po vydražení zvolí další elektrárnu, která se bude dražit, další hráč v pořadí (pokud on již elektrárnu koupil nebo žádnou nechce, pak další hráč).
Hráč může mít nejvýše tři elektrárny. Koupí-li čtvrtou, musí jednu ze svých elektráren vyřadit.

### 3. fáze: nákup paliva
Tato fáze se hraje v opačném pořadí než druhá, začíná tedy hráč, který hrál ve druhé fázi jako poslední. Hráči nakupují žetony paliva umístěné na trhu, přičemž čím je po každém druhu paliva větší poptávka, tím je dražší (ve hře je tento mechanismus implementován tak, že žetony paliva leží v řadách na políčkách, nad nimiž je uvedena cena, a nakupují se od konce řady, tedy od nejnižší ceny). Každý hráč může v elektrárnách skladovat nejvýše dvakrát tolik paliva, než kolik elektrárna spotřebuje v jednom tahu.

### 4. fáze: stavba vedení
Tato fáze se hraje ve stejném pořadí jako třetí, tedy v opačném než druhá. Hráči v ní umisťují rozvodné stanice na města na mapě. Každé město je na mapě rozděleno na tři části, reprezentující první, druhou a třetí epochu. V každé epoše může do města umístit stanici jen jeden hráč a jeden hráč nemůže umístit dvě stanice do stejného města, ani v různých epochách. Za umístění stanice do města se v první epoše platí 10 elektro, ve druhé 15 a ve třetí 20. Kromě toho je třeba zaplatit cenu za vedení, které spojuje hráčovu již postavenou síť s nově připojeným městem.

### 5. fáze: výroba elektřiny, administrativa
Tato fáze se hraje ve stejném pořadí jako druhá, tedy v opačném než třetí a čtvrtá. Hráči nejprve rozhodnou, do kolika měst dodají elektřinu. Vyrobí elektřinu ve svých elektrárnách a odevzdají žetony paliva, které k výrobě spotřebovali. Hráč může dodat elektřinu nejvýše do tolika měst, v kolika má svou stanici, i kdyby vyrobil elektřinu pro více měst. Za dodání elektřiny hráč dostane zaplaceno podle tabulky, která je uvedena v pravidlech hry. Platí, že čím více měst je zásobováno, tím nižší je zisk v přepočtu na jedno město.
Pak se podle tabulky doplní žetony paliva na trh. V první a druhé epoše se nejdražší vyložená elektrárna zasune dospod balíčku, ve třetí se nejlevnější vyložená elektrárna vyřadí. Pak začne další kolo.

### Epochy
Na začátku hry se odehrává první epocha. Druhá epocha nastává ve chvíli, kdy některý hráč připojí do sítě 7 měst. Třetí epocha nastává, když je z balíčku karet s elektrárnami otočena karta „3. epocha“. Může se stát, že druhá epocha je přeskočena a po první následuje rovnou třetí.
V další epoše hráči stavějí stanice v dalších částech měst. Mohou tedy opět stavět stanice ve městech, v nichž už je v předchozí epoše postavil jiný hráč, ale výstavba stanice je nyní dražší. Rozdíl mezi epochami je také v počtu žetonů paliva, které se doplňují na trh po každém kole. Ve druhé epoše se doplňuje všech paliv více než v první, naopak ve třetí epoše se doplňuje více ropy, uranu a odpadu, ale méně uhlí (útlum těžby).
Hra končí v kole, kdy některý hráč připojí do sítě stanovený počet měst (liší se podle počtu hráčů). Vítězem se stává hráč, který v tomto kole dodá elektřinu do největšího počtu měst (nemusí jím tedy být hráč, který připojil do sítě stanovený počet měst jako první). O pořadí dalších hráčů rovněž rozhoduje počet měst zásobených elektřinou v posledním kole, při shodě rozhoduje množství zbylých peněz.

## Rozšíření

### Další mapy
Hrací desky s mapami jiných zemí byly vydány jako rozšíření, k jehož hraní je nutná základní sada. Kromě jiné mapy platí pro každou zemi specifická pravidla, která odrážejí situaci na trhu s energií v příslušné zemi.
- Francie a Itálie: Deska s mapami Francie a Itálie. Ve Francii jsou dříve dostupné atomové elektrárny a více uranu, naopak v Itálii je méně uhlí a ropy, ale více odpadu.
- Benelux a střední Evropa: Deska s mapami Beneluxu (ekonomická unie Belgie, Nizozemska a Lucemburska) a střední Evropy. V Beneluxu je více ekologických větrných elektráren a ropy, ale méně uhlí. Ve střední Evropě nelze do některých zemí dodávat energii z atomových elektráren, naopak v Polsku je mnohem více uhlí.
- Atolla Modulis: Hrací deska se před začátkem hry složí z několika částí. Každá hra tak může být hrána s jinou deskou.
- Korea a Čína: Deska s mapami Koreje a Číny. Korejská deska je rozdělena na dvě části (Severní Korea a Jižní Korea) s oddělenými trhy se surovinami. Na čínské desce se hraje podle pravidel odrážejících čínskou plánovanou ekonomiku.

### Power Plant Deck 2
Rozšiřující balíček karet elektráren. Je možné ho použít samostatně místo elektráren ze základní sady nebo zkombinovat dohromady základní a rozšiřující elektrárny, popřípadě vytvořit vlastní balíček jen z vybraných elektráren z obou sad.